# Olympische Winterspiele 2006/Teilnehmer (Amerikanische Jungferninseln)
| Gelbes Symbol für Goldmedaillen mit stilisierten Olympischen Ringen | Graues Symbol für Silbermedaillen mit stilisierten Olympischen Ringen | Braundes Symbol für Bronzemedaillen mit stilisierten Olympischen Ringen |
| ------------------------------------------------------------------- | --------------------------------------------------------------------- | ----------------------------------------------------------------------- |
| —                                                                   | —                                                                     | —                                                                       |

Die Amerikanischen Jungferninseln nahmen an den Olympischen Winterspielen 2006 im italienischen Turin mit nur einer Athletin teil.

## Flaggenträger
Anne Abernathy trug die Flagge der Amerikanischen Jungferninseln während der Eröffnungsfeier.

## Teilnehmer nach Sportarten

### Rennrodeln
- Anne Abernathy: Bei einem Trainingsunfall einen Tag vor dem Wettkampf brach sie sich das Handgelenk und konnte deshalb nicht am Rennen teilnehmen.